# 1857 no Brasil
Esta é uma cronologia dos fatos acontecimentos de ano 1857 no Brasil.

## Incumbente
- Imperador – D. Pedro II (9 de abril de 1831-15 de novembro de 1889)

## Eventos
- 1 de janeiro: Começa a ser publicado os capítulos de O Guarani, de José de Alencar, no Diário do Rio de Janeiro, para no fim desse ano, ser publicado como livro, com alterações mínimas em relação ao que fora publicado em folhetim.[1]

## Nascimentos
- 21 de junho: Guilhermina Pena, 6.ª Primeira-dama do Brasil (m. 1929)

- 4 de outubro: Francisco de Assis Rosa e Silva, 3° vice-presidente do Brasil (m. 1929)

## Mortes
- 7 de outubro: Tobias de Aguiar,  líder político e militar (n. 1794)